# Hypersonique

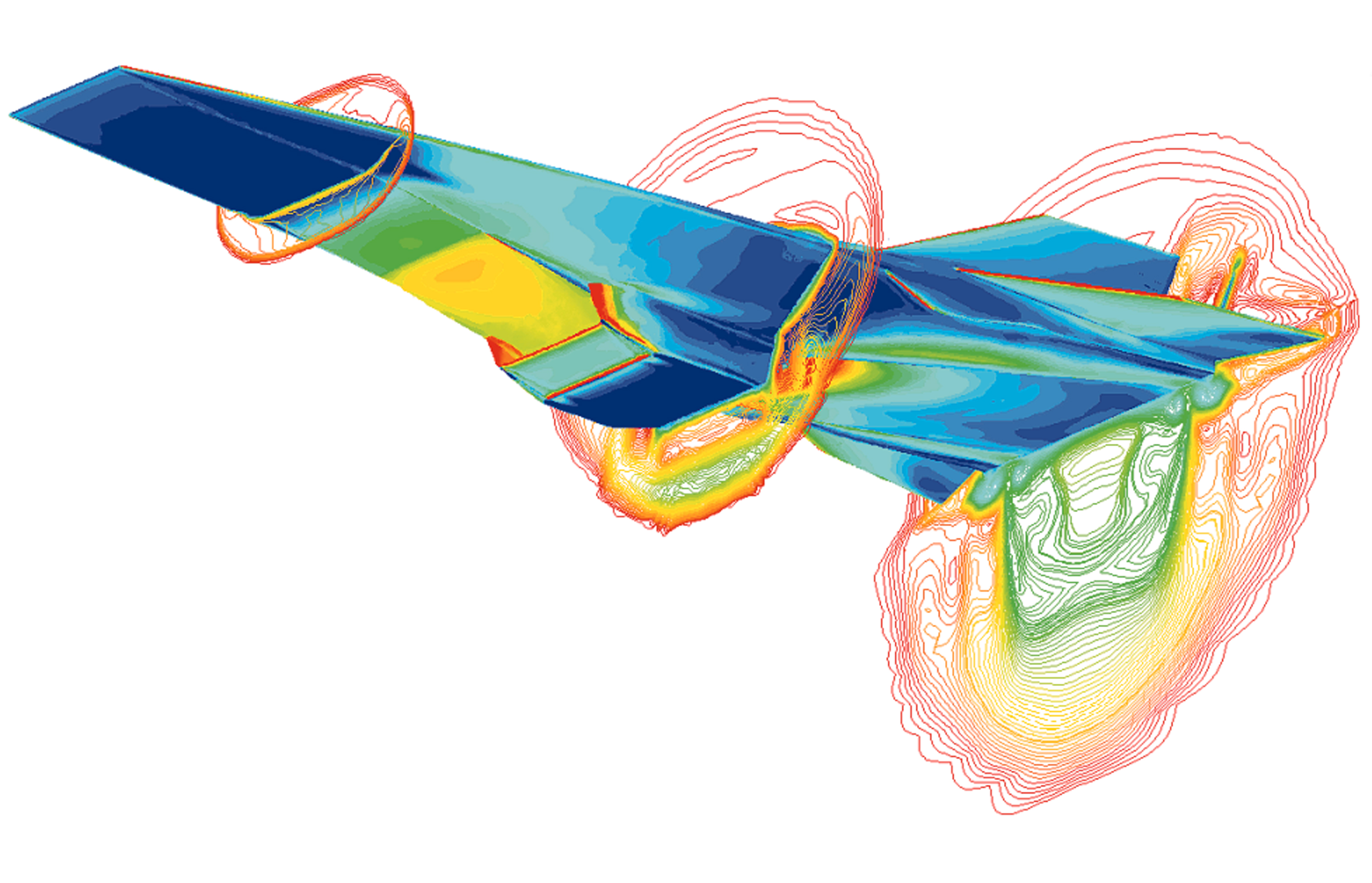
Représentation informatique de la dynamique des fluides autour du X-43 Scramjet à Mach 7.

En aérodynamique, les vitesses hypersoniques sont des vitesses qui sont hautement supersoniques. En général, on considère que ce régime d'écoulement est atteint à partir de Mach 5 environ. Le régime hypersonique est un sous-élément du régime supersonique.
Le régime d'écoulement hypersonique est atteint lorsque des réactions de dissociation moléculaire sont présentes au sein du gaz en écoulement : ce dernier peut être localement tellement chaud qu'un plasma se crée. Les propriétés habituelles de l'écoulement sont alors souvent modifiées (couche limite, turbulence).
L'étude des écoulements hypersoniques nécessite des souffleries très spéciales, ou l'utilisation de codes de calcul qui nécessitent la prise en compte de la dissociation moléculaire.
Dès les années 1960, précurseuse, la France a étudié et débuté la construction du planeur hypersonique VERAS [Véhicule expérimental de recherches aérothermodynamiques et structurales], abandonné pour des questions de coût.
Les écoulements hypersoniques sont intéressants principalement pour l'étude des écoulements rencontrés lors des rentrées atmosphériques autour des têtes de rentrée de missiles balistiques et autour des navettes ou capsules spatiales.

## Quelques aéronefs hypersoniques
- Planeur hypersonique Avangard (Mach 20 à 24).
- Aéronef hypersonique expérimental HTV-2 dans le cadre du projet Frappe planétaire rapide (Mach 20).
- Missile intercontinental français M51 (Mach 15).
- Planeur hypersonique expérimental AGM-183 ARRW en développement par Lockheed Martin (Mach 20).
- V-MAX (Véhicule Manœuvrant Expérimental) planeur hypersonique développé par la France.
- Prototype de planeur hypersonique (Common Hypersonic Glide Body) dans le cadre Long-Range Hypersonic Weapon (en) (Mach 17).
- Missile antibalistique SM-3 du système Aegis (Mach 15).
- Missile antiaérien 40N6[2] du futur système de défense antimissile S-400F[3] et S-500 (Mach 12).
- Missile aérobalistique hypersonique Russe Kinjal (Mach 10 à 12[4]), vitesse contestée (Mach 3,6)[5].
- Missile anti-missile Sprint (Mach 10).
- Planeur hypersonique porteur de charges nucléaires chinois, DF-ZF/Wu-14 (Mach 10).
- Prototype d'avion sans pilote hypersonique X-43 Scramjet (un peu moins de Mach 10).
- Missile de croisière hypersonique Zircon (Mach 8 à 10[6]).
- Missile du système antibalistique américain THAAD (Mach 8).
- Missile furtif quasi-balistique 9M723 utilisé dans le système de missile courte portée Iskander-M (Mach 7).
- Missile de croisière hypersonique BrahMos-II en développement conjointement par la Russie et l'Inde (Mach 7).
- Avion-fusée North American X-15 (Mach 6,7).
- Missile antiaérien 48N6[2], 48N6DM[7] du système de défense antimissile S-400 Triumph (Mach 6,5[7]).
- Prototype d'avion sans pilote hypersonique X-51 Wave Rider (Mach 6).
- Prototype d'aéronef hypersonique chinois Xingkong 2 (Mach 6).
- La société Destinus, développe actuellement un drone cargo hypersonique (Mach 5) en Europe[8].

En 2024, les États-Unis testent des missiles hypersoniques et des projectiles hypervéloces. Le 8 mai, un missile a atteint Mach 5. Ces innovations pourraient transformer les équilibres stratégiques. En 2025 également, l’entreprise Roketsan dévoile le missile hypersonique Tayfun Block-4 lors de l’IDEF à Istanbul.